# Marietta Sadova
Marietta Sadova (sau Sadoveanu, nume la naștere Maria Bârsan, n. 14 iulie 1897, Sibiu, Austro-Ungaria – d. 17 iulie 1981, București, România) a fost o actriță și regizoare română. A jucat în roluri de teatru (în special cele de dramă ale Teatrului Național din București) și film.

## Biografie
A fost soția scriitorului Ion Marin Sadoveanu și apoi, a lui Haig Acterian. După moartea celui din urmă, în 1943, nu s-a recăsătorit. A fost membră a Mișcării Legionare . A făcut parte din grupul de femei participante la conferințele asociației intelectuale Criterion.

## Lotul Noica-Pillat
În 1956, Sadova a adus în țară de la Paris (dintr-un turneu al Teatrului Național cu piesele „O scrisoare pierdută” de Ion Luca Caragiale și „Ultima oră” de Mihail Sebastian) cărți scrise de Mircea Eliade și Emil Cioran, pe care le-a răspândit sub formă de samizdat. Eliade i-a înmânat la Paris romanul "La forêt interdite" („Noaptea de sânziene”) și cărțile „Mitul eternei reîntoarceri” și „Imagini și simboluri”, publicate în Franța, iar Emil Cioran i-a dat zece exemplare din lucrarea "La tentation d'exister" („Ispita de a exista”).
Marietta Sadova a fost arestată în 1959 sub acuzarea că a introdus în țară materiale de propagandă anticomunistă. Ea a făcut parte din Lotul Noica–Pillat, alături de Constantin Noica, Dinu Pillat, Arșavir Acterian, Sergiu Al-George, Theodor Enescu, Alexandru Paleologu, Anca Cantacuzino, Ion Negoițescu, Nicolae Steinhardt, Vladimir Streinu, Păstorel Teodoreanu. Doi inculpați au fost condamnați la moarte și amnistiați, iar ceilalți 23 au fost condamnați la diverse termene de închisoare.
După executarea pedepsei, Sadova și-a reluat activitatea de teatru. A devenit profesor universitar la București la IATC (azi UNATC). A avut roluri notabile în piesele de teatru „Profesiunea doamnei Warren” de George Bernard Shaw, „Strigoii” de Henrik Ibsen. A pus în scenă „Pescărușul” de Anton Cehov la Teatrul Bulandra în 1969, „Răzvan și Vidra” de Bogdan Petriceicu Hasdeu. A fost director al Studioului „C. Nottara”.

## Distincții
- Ordinul „Meritul Cultural” în gradul de Medalie cl. I, pentru teatru (23 septembrie 1942)[10]
- Medalia Muncii (1949)[11][12]
- Ordinul Muncii clasa a II-a (8 martie 1951)[13][12]
- titlul de Maestru Emerit al Artei din Republica Populară Română (13 octombrie 1953) „pentru realizări valoroase și activitate rodnică în ramurile artistice”[14]

Toate distincțiile acordate în perioada 1949–1953 i-au fost retrase la 6 august 1960 de către Prezidiul Marii Adunări Naționale a Republicii Populare Romîne „ca urmare a condamnării pentru fapte penale grave”.

## Roluri în teatru
- „Tradafirii roșii“ de Zaharia Bârsan (1915)
- „Sora Beatrice“ de Maurice Maeterlink“ (1923)
- „Peer Gynt“ de H. Ibsen (1924)
- „Lulu“ de F. Wedekind (1925)
- „Stăvilarul“ de Gheorghe Carapancea (1925)
- „Amedeu Stânjenel“ de Victor Rodan și Nicolae Vlădoianu (1925)
- „Hamlet“ de William Shakespeare (1925)
- „Aripi frânte“ de A. de Herz (1925)
- „Anfisa“ de Leonid Andreev (1925)
- „Romanța“ de Robert de Flers și Francis de Croisset (1925)
- „Doctorul Knock sau Triumful medicinei“ de Jules Romains (1926)
- „Părăsita“ de Max Maurey (1926)
- „Procesul altuia“ de Paul Prodan și Paul Porumbescu 1926)
- „Povestea lupului“ de Franz Molnar (1926)
- „Moara Roșie“ de Franz Molnar (1926)
- „Șarlatanul“ de Emmerich Foldes (1926)
- „Omul de altădată“ de Georges de Porto_Riche (1927)
- „Femeia în flăcări“ de Maurice Hennequin și H. de Grosse (1927)
- „Cuiburi sfărâmate“ de Sandu Teleajen și Adrian Pascu (1927)
- „Marchizul de Priola“ de Henry Lavedan (1927)
- „Don Carlos“ de Schiller (1928)
- „Soțul ideal“ de Oscar Wilde (1928)
- „Zaza“ de Pierre Breton și Marcel Simon (1928)
- „Ah, bărbații! sau Les deux école“ de Alfred Capus (1928)
- „Ay, Ay, Ay sau Alb și negru“ de Sacha Guitry (1928)
- „Aventura doamnei Dorjan“ de N. Vlădoianu și Victor Rodan (1928)
- „Cocoșii și găinile“ de Marcel Achard (1928)
- „Desiré“ de Sacha Guitry (1928)
- „Viața e frumoasă“ de Marcel Achard (1929)
- „Maior Barbara“ de G. B. Shaw (1929)
- „Marele duhovnic“ de V. Eftimiu (1929)
- „Este Mary Dugan vinovată?“ de Bayard Veiller (1929)
- „Amorul veghează“ de R. de Flers și G. A. Caillavet (1929)
- „Omul zilei“ de Ion Sân-Giorgiu (1930)
- „Este așa cum vi se pare“ de Luigi Pirandello (1930)
- „Trenul fantomă“ de Arnold Redley (1930)
- „Profesiunea doamnei Warren“ de G. B. Shaw (1930)
- „R.U.R.“ de Karel Capek (1931)
- „Șarpele casei“ de Vasile Leonescu (1932)
- „Titanic vals“ de Tudor Mușatescu (1932)
- „Maya“ de Simon Gantillon (1932)
- „Trenul fantomă“ de Arnold Redley (1932)
- „Tinerețea unei regine“ de Syl_Vara (1934)
- „Flacăra sfântă“ de Somerset Maugham (1934)
- „Trică“ de George Cruțescu (1935)
- „Avram Iancu“ de Lucian Blaga (1935)
- „Henric al IV-lea“ de Shakespeare (1935)
- „Casa Harvey“ de C.R. Avery (1935)
- „Victoria Regina“ de Lawrence Housman (1937)
- „Surâzatoarea doamnă Beaudet“  de Denys Amiel și André Obey (1937)
- „Poveste de iarnă“ de Shakespeare (1937)
- „Madam Colibri“ de H. Bataille (1937)
- „Actrița“ de Roland Schacht (1938)
- „Timpuri grele“ de Eduard Bourdet (1938)
- „Medalionul“ de Gherardo Gherardi (1938)
- „Șase personaje în căutarea unui autor“ de Luigi Pirandello (1938)
- „Domnul și doamna Dodsworth“ de Sinclair Lewis (1939)
- „Familia Carson“ de John St. Erwine (1940)
- „Banca Nemo“ de Louis Verneuil (1940)
- „Orașul nostru“ de Thornton Wilder (1940)
- „Copiii pământului“ de Andrei Corteanu (1941)
- „Pălăria florentină“ de E. Labiche și M. Michael (1941)
- „Gelozie“ de Sacha Guitry (1941)
- „Mărgeluș“ de A. de Herz (1942)
- „Surorile Aman“ de Sanda Cocorăescu (1942)
- „Nostra Dea“ de Masimo Beontempelli (1942)
- „Taina nunții“ de Edouard Bourdet (1943)
- „Scrisori de dragoste“ de Gherardo Gherardi (1943)
- „Arlechinada“ de Ion Anestin (1943)
- „Revizorul“ de N. Gogol (1943)
- „Iată femeia pe care o iubesc“ de Camil Petrescu (1944)
- „Băiatul“ de Jacques Deval (1944)
- „Sălbatica“ de Jean Anouilh (1946)
- „Joc de societate“ de F. Laszlo (1946)
- „Frenezie“ de Charlesz de Peyret Chappins (1946)
- „Feodora“ de Victorien Sardou (1947)
- „Helen, Tommy și Joe“ de Jammes Thurber și Elliot Nuggent (1949)
- „Pescărușul“ de A.P. Cehov (1949)
- „Fiul meu“ de Sandor Gergely (1949)
- „Familia“ de I. Popov (1953)
- „Un post rentabil“ (1958)

## Spectacole regizate
- „Spectacol de dans“ (1934)
- „Te aștept la New York“ de I. Nicola (1942)
- „Cântecul lebedei“ de Ernest Enderline (1942)
- „Când se întâlnesc femeile“  de Rachel Crothes (1945)
- „Încătușarea“ de Philip Barry (1945)
- „Casa cu două fete“ de Mircea Ștefănescu (1946)
- „Racheta spre lună“ de Clifford Odets (1946)
- „Femei din New York“ de Claire Booth (1946)
- „Aline și dragostea“ de P. Vandenberghe (1947)
- „Femeile nu sunt îngeri“ de Noel Coward (1947)
- „Scumpa mea Ruth“ (1947)
- „Îmi amintesc de mama“ de John van Drutten (1947)
- „Ochii care nu se văd“ de I. Igiroșanu (1947)
- „Cei din urmă“ de Gorki (1948)
- „Am o idee“ de Margareta Miller-Verghi după o piesă de Will Ewens și G. Welentine (1948)
- „Helen, Tommy și Joe“ de James Thurber și Elliot Nugent (1948)
- „Pescărușul“ de A. P. Cehov (1949)
- „Domino“ de Marcel Achard (1949)
- „Cu pâine și sare“ de Lascăr Sebastian (1949)
- „Paharul cu apă“ de E. Scribe (1949)
- „Cei din urmă“ de Gorki (1949)
- „Othello“ de Shakespeare (1949)
- „Minerii“ de M. Davidoglu (1949)
- „Fiul meu“ de Sandor Gergely (1949)
- „Iașii în carnaval“ de Vasile Alecsandri (1953)
- „Vocea Americii“ (1954)
- „Patriotica română de Mircea Ștefănescu (1956)
- „Apus de soare“ de B. Șt. Delavrancea (1956)
- „Rețeta fericirii“ de Aurel Baranga (1957)
- „Ovidiu“ de Vasile Alecsandri (1957)
- „Viforul“ de B. Șt. Delavrancea (1958)
- „Măsură pentru măsură“  de Shakespeare (1958)
- „Un post rentabil“  de N. A. Ostrovski (1958)
- „Pescărușul“ de Cehov (1958)
- „Livada cu vișini“ de Cehov (1958)
- „Năpasta“ de I. L. Caragiale (1959)
- „Passacaglia“ de Titus Popovici (1965)
- „Medaliile bătrânei“ de James Matthew Barrie (1965)
- „Ondine“ de Jean Giraudoux (1965)
- „Se face ziuă“ de Zaharia Bârsan (1965)
- „Sfântul Mitică Blajinu“ de Aurel Baranga (1965)
- „Sfântul Mitică Blajinu“ de Aurel Baranga (1966)
- „A douăsprezecea noapte“ de Shakespeare (1966)
- „Io, Mircea Voievod“ de Dan Tărchilă (1966)
- „Mitică Popescu“ de Camil Petrescu (1966)
- „Act venețian“ de Camil Petrescu (1967)
- „Opinia publică“ de Aurel Baranga (1967)
- „Luceafărul“ de Mihai Eminescu (1968)
- „Doamna Zorilor“ de Alejandro Casona (1968)
- „Madame Sans-Gene“ de Emile Moreau și Victorien Sardou (1968)
- „Pădurea spânzuraților“ de Liviu Rebreanu (1968)
- „Micul infern“ de Mircea Ștefănescu (1968)
- „Travesti“ de Aurel Baranga (1968)
- „Citadela sfărâmată“ de Horia Lovinescu
- „Măsură pentru măsură“ de Shakespeare
- „Părinți teribili“ de Jean Cocteau (1970)
- „Avarul“ de Moliere (1970)
- „De la Caragiale la Topîrceanu“ (1970)
- „Miorița“ de Valeriu Anania (1970)
- „Viteazul“ de Paul Anghel (1970)
- „Interesul general“ de Aurel Baranga (1971)
- „Profesiunea doamnei Warren“ de G. B. Shaw (1972)
- „Eu sunt tatăl copiilor“ de Angela Bocancea (1972)
- „Apus de soare“ de B. Șt. Delavrancea (1973)

## Teatrul radiofonic
- „Ora veselă“ (1929)
- „Romeo și Julieta“ de Petru Comarnescu după W. Shakespeare (1953)
- „Dincolo de zare“ adaptare de Leonida Efrimov după Eugene O' Neill (1957)
- „Copacii mor în picioare“ după Alejandro Casona (1957)
- „Micii burghezi“ după Maxim Gorki (1959)
- „Pescărușul“ de Cehov (1954)
- „Livada de vișini“ de Cehov (1955)
- „Dincolo de zare“ de Eugene O' Neill[15]

## Dramatizări
- „Suferințele tânărului Werther“ de Goethe (împreună cu Lucia Demetrius, 1938)

## Filmografie
- Maiorul Mura (1928)
- State la București (Alcazar) (1934)
- Mitrea Cocor (1952)
- Răsare soarele (1954)
- Nufărul roșu (1955)